# アタブ
アタブ（Atab）は、古代メソポタミア、キシュ第1王朝の王。
シュメール王名表によると、キシュ第1王朝（紀元前2900年頃以降）の10代目の王である。息子・マシュダが後継者となった。